# راگبی ۱۰ نفره

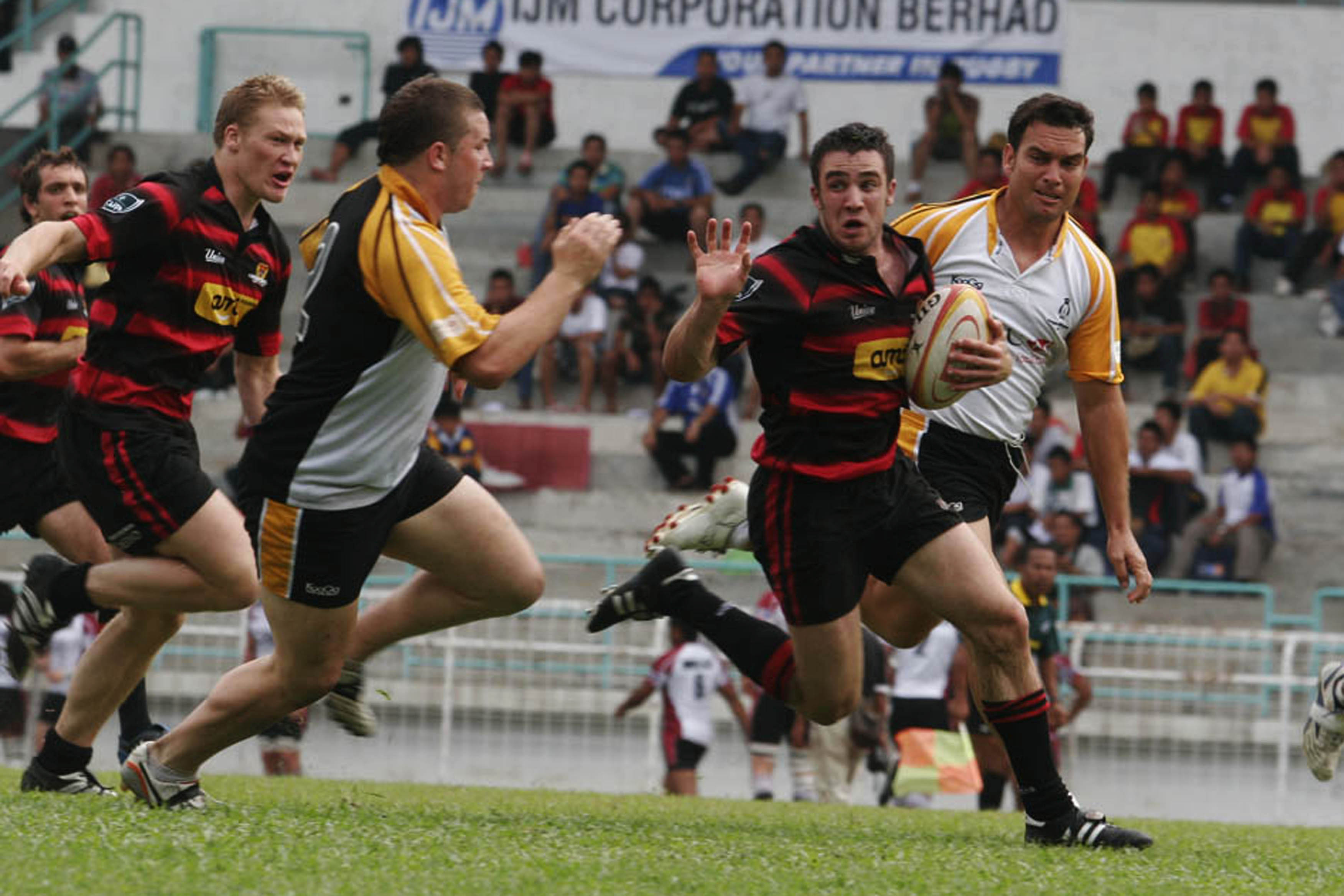
یک بازی راگبی ۱۰ نفره

راگبی ۱۰ نفره (به انگلیسی: Rugby tens) ورزشی از دسته ورزش‌های راگبی می‌باشد. در این ورزش، هر تیم از ده بازیکن ( همان طور که از نام آن پیداست) تشکیل می‌شود؛ ۵ بازیکن در جلو یا حمله بازی می‌کنند و ۵ بازیکن دیگر نیز در عقب یا پشت بازیکنان جلویی قرار می‌گیرند. قوانین راگبی ۱۰ نفره بسیار شبیه به همتای ۷ نفره ی خود است. این ورزش در کشورهای مالزی، اندونزی، سنگاپور و تایلند نسبت به سایر کشورها محبوب تر است. 